# Kaypro 1
Kaypro 1 је био преносиви рачунар фирме Kaypro који је почео да се производи у Сједињеним Америчким Државама током 1986. године.
Користио је Z80-A микропроцесорску јединицу а RAM меморија рачунара је имала капацитет од 64 KB. 
Као оперативни систем кориштен је CP/M.

## Детаљни подаци
Детаљнији подаци о рачунару Kaypro 1 су дати у табели испод.
|                       |                                                                          |
| [ 1 ]                 |                                                                          |
| Произвођач            |                                                                          |
| Тип                   | преносиви рачунар                                                        |
| Меморија              | 64 KB                                                                    |
| Поријекло             | Сједињене Америчке Државе                                                |
| Година                | 1986                                                                     |
| Тастатура             | пуни помак тастера, 75 тастера са тастерима смјера и нумеричка тастатура |
| Процесор              |                                                                          |
| Фреквенција процесора | 4                                                                        |
| RAM                   | 64 KB                                                                    |
| ROM                   | непознато                                                                |
| Текст                 | 80 знакова x 25 линија                                                   |
| Графика               | непознато                                                                |
| Боја                  | једна боја                                                               |
| Звук                  | непознато                                                                |
| Димензије             | непознато                                                                |
| Портови               |                                                                          |
| Оперативни систем     |                                                                          |